# Spásov (Rusia)
Spásov (en ruso: Спа́сов) es un jútor del raión de Apsheronsk del krai de Krasnodar, en Rusia. Está situado en las vertientes septentrionales del Cáucaso Occidental, en la orilla derecha de un pequeño afluente por la izquierda del Psheja, afluente del Bélaya, de la cuenca del Kubán, 5 km al oeste de Apsheronsk y 84 km al sureste de Krasnodar, la capital del krai. Tenía 357 habitantes en 2010.
Pertenece al municipio Apsherónskoye.